# Abantis cassualalla
Abantis cassualalla, hay bướm nhảy Kavango, là một loài bướm ngày thuộc họ Bướm nhảy. Loài này có ở Angola và miền bắc Namibia. Môi trường sống của loài này là xa van khô.
Bướm trưởng thành ăn hoa của cây vào mùa xuân. Chúng mọc cánh từ tháng 9 đến tháng 6 năm sau. Ấu trùng ăn các loài thuộc chi Grewia